# Harbin Aircraft Manufacturing Corporation

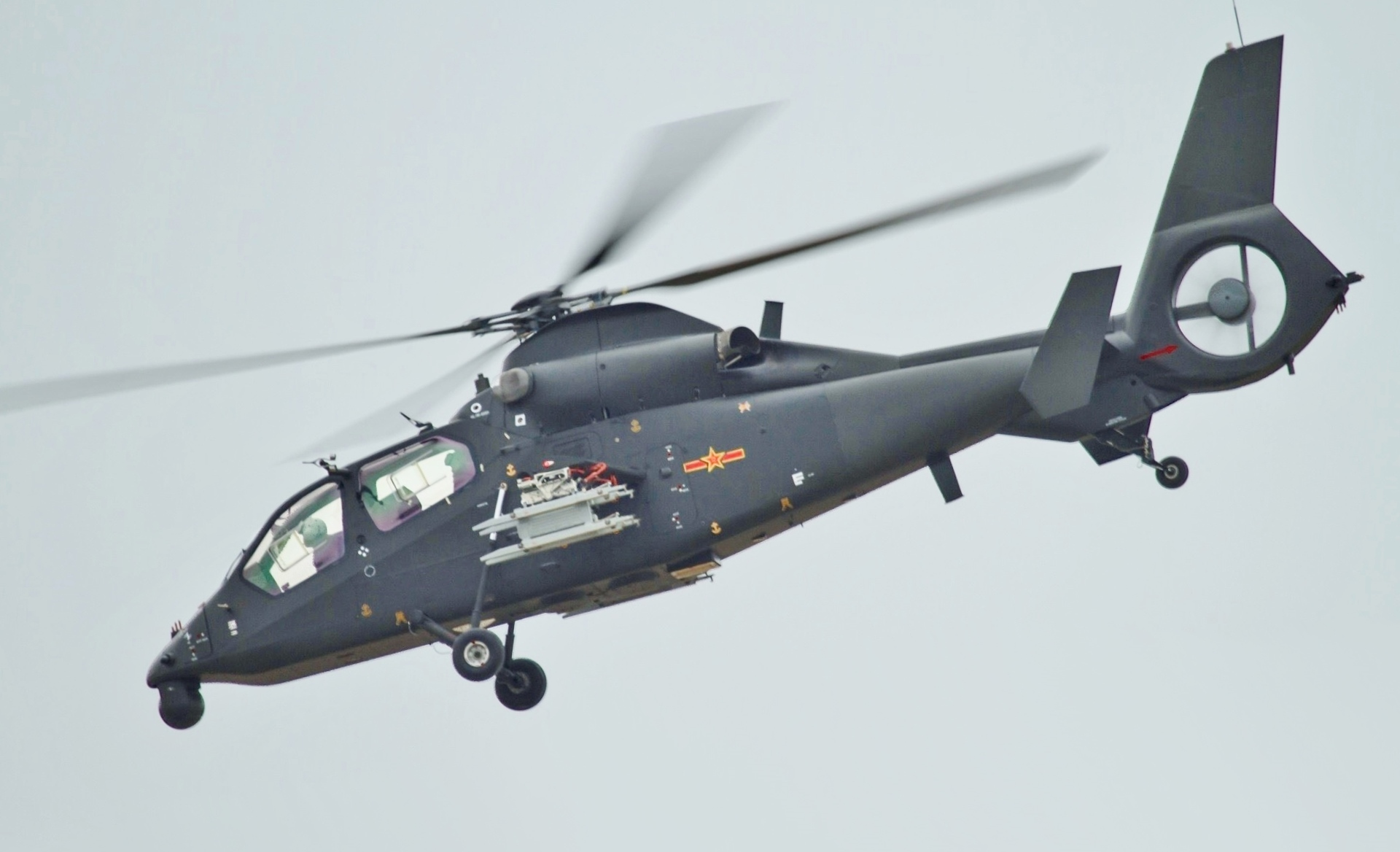
Helicóptero Harbin Z-19 criado pela empresa de aviação Harbin Aircraft Manufacturing Corporation (HAMC).

Harbin Aircraft Manufacturing Corporation (HAMC) é uma fabricante de aviões localizada na cidade de Harbin, capital da província de Heilongjiang, República Popular da China.
A empresa foi fundada em 1952 para a fabricação de aeronaves para o mercado interno, mas agora fornece componentes para empresas aeroespaciais estrangeiras. HAMC é uma subsidiária da AVIC II.
Uma das empresas pertencentes a Harbin Aircraft Manufacturing Corporation - é a Hafei Motor, uma das grandes montadoras de automóveis na China.

## História
A primeira fábrica abriu em 1952 apenas para a reparação de aeronaves. Em 1958, a HAMC começou a fabricar sob licença de produção de aeronaves soviéticas. produziu o Z-5, o helicóptero Mil Mi-4 e o H-5 de bombardeiro leve - com base no Ilyushin Il-28.

## Principais Produtos
Helicópteros
- Harbin Z-5 - variante chinesa do Mil Mi-4

- Harbin Z-9 - alternativa da China Eurocopter Dauphin

- Harbin Z-9W / G helicóptero de ataque

- Harbin Zhi-15

- HC-120 desenvolvido com a Eurocopter

Bombardeiros
- Harbin H-5 - variante chinesa do Ilyushin Il-28

- Harbin SH-5

- Hongdian-5 - Versão ECM de Harbin H-5

Aeronaves utilitárias
- Harbin PS-5

- Harbin Y-11

Transporte
- Harbin Y-12 - baseado no Harbin Y-11.

Avião comercial
- ERJ 145 , em parceria com a Embraer

## Ligações Externas
Habin Aircraft Site Oficial (em japonês)